# أ هونغ
أ هونغ (بالفيتنامية: A Hoàng) هو لاعب كرة قدم فيتنامي في مركز الدفاع، ولد في 31 يوليو 1995 في فيتنام. لعب مع نادي هوانغ آنه جيا لاي.

## وصلات خارجية
- أ هونغ على موقع قاعدة بيانات كرة القدم.إي يو (الإنجليزية)
- أ هونغ على موقع Soccerway.com (الإنجليزية)